# Landkreuzer P. 1500 Monster
De  Landkreuzer P. 1500 Monster  is een Duits pre-prototype ultrazware tank ontworpen tijdens Tweede Wereldoorlog. Het is het zwaarste tankontwerp van de nazi's.

## Concept
Op 23 juni 1942 stelde het Duitse ministerie van Bewapening een 1.000 ton zware tank voor, de Ratte (P. 1000). Adolf Hitler zelf had blijk gegeven van belangstelling voor het project en het startsein gegeven. In december van hetzelfde jaar had Krupp zelf nog een zwaardere tank van 2.500 ton ontworpen, de P 1500 Monster. In het begin van 1943 annuleerde Albert Speer, de minister voor Bewapening, dit project.

## Doel
Deze "landkruiser" werd ontworpen als gemotoriseerd platform voor 800 mm K (E)-kanonnen (de Schwerer Gustav), ook gemaakt door Krupp, het grootste artilleriewapen ooit gebouwd. De 7 ton zware projectielen hadden een doelbereik van 37 km en waren ontworpen voor het vernietigen van zwaar versterkte posities.

## Specificatie
De P. 1500 zou zelfs de grootste superzware tanks in ontwikkeling op dat moment, zoals de Duitse Maus, de grootste gebouwd tijdens de oorlog, in het niet doen vallen. De Maus had 188 ton massa tegenover de 2.500 ton van de P 1500's. Ter vergelijking, de Duitse zware tank Tiger I had 55 ton massa.
P. 1500 moest een 250mm-pantser hebben en aangedreven worden door twee of vier onderzeeërdieselmotoren. Naast zijn hoofdkanon van 800 mm zou het bewapend zijn met twee zware 150 mm sFH 18-houwitsers en verschillende MG 151-machinegeweren.

## Praktische kwesties
De ontwikkeling van de veel lichtere Maus bracht al significante praktische problemen aan het licht die waren verbonden aan zeer grote tanks, zoals hun beschadiging van wegen, hun onvermogen om bruggen te gebruiken en moeilijk transport over de weg of per spoor. Hoe groter de tank werd, hoe groter deze problemen werden, tot aan het punt waarop deze problemen onoverkomelijk werden.
De aandrijving bleek ook problematisch tijdens de ontwikkeling van de Maus. Het prototype was er niet in geslaagd om aan zijn gespecificeerde snelheidsvereisten te voldoen. Dit betekende hoogstwaarschijnlijk dat de nog grotere tanks zoals P. 1500 waarschijnlijk te traag werden en zo kwetsbaar zouden zijn voor luchtaanvallen.